# Philautus worcesteri
Philautus worcesteri är en groddjursart som först beskrevs av Leonhard Hess Stejneger 1905.  Philautus worcesteri ingår i släktet Philautus och familjen trädgrodor. IUCN kategoriserar arten globalt som sårbar. Inga underarter finns listade i Catalogue of Life.